# Bīāj
Bīāj (persiska: بَياج, بِياج, بِياچ, بیاج) är en ort i Iran.   Den ligger i provinsen Hamadan, i den nordvästra delen av landet, 300 km väster om huvudstaden Teheran. Bīāj ligger 1 644 meter över havet och antalet invånare är 118.
Terrängen runt Bīāj är varierad. Runt Bīāj är det ganska tätbefolkat, med 80 invånare per kvadratkilometer. Närmaste större samhälle är Asadābād, 4,0 km söder om Bīāj. Trakten runt Bīāj består till största delen av jordbruksmark.